# Subdoligranulum variabile
Subdoligranulum variabile — вид бактерій з родини Ruminococcaceae. Представник мікробіоти кишкового тракту людини.

## Опис
Анаеробні, грамнегативні, неспороутворюючі бактерії сферичної форми. Живуть у товстій кишці людини.